# Loch Lloyd
Loch Lloyd est une résidence fermée constituée en village du comté de Cass, dans le Missouri, aux États-Unis,. Situé à l'ouest du comté, il est incorporé le 4 septembre 2003.

## Démographie
Lors du recensement de 2010, le village comptait une population de 600 habitants. Elle est estimée, en 2016, à 725 habitants.

## Source de la traduction
- (en) Cet article est partiellement ou en totalité issu de l’article de Wikipédia en anglais intitulé « Loch Lloyd, Missouri » (voir la liste des auteurs).